# ألتوس (أوكلاهوما)
ألتوس (بالإنجليزية: Altus, Oklahoma) هي مدينة تقع بولاية أوكلاهوما في الولايات المتحدة. تبلغ مساحة هذه المدينة 44.1 (كم²)، وترتفع عن سطح البحر 426 م، بلغ عدد سكانها 19813 نسمة في عام 2010 حسب إحصاء مكتب تعداد الولايات المتحدة.

## التركيبة السكانية
حدّد مكتب تعداد الولايات المتحدة بيانات التركيبة السكانية لألتوس في تعداد الولايات المتحدة. في ما يلي، التركيبة السكانية حسب تعدادي 2000 و2010.

### تعداد عام 2000
بلغ عدد سكان ألتوس 21,447 نسمة بحسب تعداد عام 2000، وبلغ عدد الأسر 7,896 أسرة وعدد العائلات 5,627 عائلة مقيمة في المدينة. في حين سجلت الكثافة السكانية 445.9 نسمة لكل كيلومتر مربع (1,154.9/ميل2). وبلغ عدد الوحدات السكنية 9,264 وحدة بمتوسط كثافة قدره 192.6 لكل كيلومتر مربع (498.8/ميل2).
وتوزع التركيب العرقي للمدينة بنسبة 72.62% من البيض و10.41% من الأمريكيين الأفارقة و1.48% من الأمريكيين الأصليين و1.38% من الأمريكيين ذوي الأصول الآسيوية و0.20% من سكان جزر المحيط الهادئ و10.32% من الأعراق الأخرى و3.59% من عرقين مختلطين أو أكثر و17.25% من الهسبانيون أو اللاتينيون من أي عرق.
بلغ عدد الأسر 7,896 أسرة كانت نسبة 42.1% منها لديها أطفال تحت سن الثامنة عشر تعيش معهم، وبلغت نسبة الأزواج القاطنين مع بعضهم البعض 55.6% من أصل المجموع الكلي للأسر، ونسبة 11.7% من الأسر كان لديها معيلات من الإناث دون وجود شريك، بينما كانت نسبة 4% من الأسر لديها معيلون من الذكور دون وجود شريكة وكانت نسبة 28.7% من غير العائلات. تألفت نسبة 25.1% من أصل جميع الأسر من عدة أفراد يعيشون في نفس المنزل ونسبة 9.5% كانت تتألف من شخص يعيش بمفرده يبلغ من العمر 65 عاماً أو أكثر. وبلغ متوسط حجم الأسرة المعيشية 2.62، أما متوسط حجم العائلات فبلغ 3.14.
بلغ العمر الوسطي للسكان 31.6 عاماً. وكانت نسبة 29.8% من القاطنين تحت سن الثامنة عشر، وكانت نسبة 9.6% بين الثامنة عشر والرابعة والعشرين عاماً، ونسبة 29% كانت واقعةً في الفئة العمرية ما بين الخامسة والعشرين والرابعة والأربعين عاماً، ونسبة 17.8% كانت ما بين الخامسة والأربعين والرابعة والستين، ونسبة 10.2% كانت ضمن فئة الخامسة والستين عاماً فما فوق. يوجد لكل 100 أنثى 98.7 ذكر، ويوجد لكل 100 أنثى في الثامنة عشر من عمرها فما فوق 93.6 ذكر.
بلغ متوسط دخل الأسرة في المدينة 30,217 دولارًا، أما متوسط دخل العائلة فبلغ 38,400 دولارًا. وكان متوسط دخل الذكور 28,041 دولارًا مقابل 18,856 دولارًا للإناث. وسجل دخل الفرد الخاص بالمدينة 15,378 دولارًا. وكانت نسبة 14.6% من العائلات ونسبة 17.2% من السكان تحت خط الفقر، وكان من هؤلاء نسبة 23.2% تحت سن الثامنة عشر ونسبة 12.8% في الخامسة والستين من العمر وما فوق.

### تعداد عام 2010
بلغ عدد سكان ألتوس 19,813 نسمة بحسب تعداد عام 2010، وبلغ عدد الأسر 7,627 أسرة وعدد العائلات 5,082 عائلة مقيمة في المدينة. في حين سجلت الكثافة السكانية 411.9 نسمة لكل كيلومتر مربع (1,066.8/ميل2). وبلغ عدد الوحدات السكنية 8,890 وحدة بمتوسط كثافة قدره 184.8 لكل كيلومتر مربع (478.6/ميل2).
وتوزع التركيب العرقي للمدينة بنسبة 68.60% من البيض و9.56% من الأمريكيين الأفارقة و1.69% من الأمريكيين الأصليين و1.40% من الأمريكيين ذوي الأصول الآسيوية و0.28% من سكان جزر المحيط الهادئ و13.58% من الأعراق الأخرى و4.88% من عرقين مختلطين أو أكثر و23.72% من الهسبانيون أو اللاتينيون من أي عرق.
بلغ عدد الأسر 7,627 أسرة كانت نسبة 35.8% منها لديها أطفال تحت سن الثامنة عشر تعيش معهم، وبلغت نسبة الأزواج القاطنين مع بعضهم البعض 48.1% من أصل المجموع الكلي للأسر، ونسبة 12.9% من الأسر كان لديها معيلات من الإناث دون وجود شريك، بينما كانت نسبة 5.6% من الأسر لديها معيلون من الذكور دون وجود شريكة وكانت نسبة 33.4% من غير العائلات. تألفت نسبة 28.1% من أصل جميع الأسر من عدة أفراد يعيشون في نفس المنزل ونسبة 10.1% كانت تتألف من شخص يعيش بمفرده يبلغ من العمر 65 عاماً أو أكثر. وبلغ متوسط حجم الأسرة المعيشية 2.51، أما متوسط حجم العائلات فبلغ 3.07.
بلغ العمر الوسطي للسكان 32.9 عاماً. وكانت نسبة 26.4% من القاطنين تحت سن الثامنة عشر، وكانت نسبة 11.8% بين الثامنة عشر والرابعة والعشرين عاماً، ونسبة 26.7% كانت واقعةً في الفئة العمرية ما بين الخامسة والعشرين والرابعة والأربعين عاماً، ونسبة 23% كانت ما بين الخامسة والأربعين والرابعة والستين، ونسبة 12.2% كانت ضمن فئة الخامسة والستين عاماً فما فوق. وتوزع التركيب الجنسي للسكان بنسبة 49.6% ذكور و50.4% إناث.

## أعلام
- أرت هيرنغ
- جون ستيرلينغ
- كاثلين ك. جيلمور
- روبرت نيلي بيلا
- بوبي دوبز
- ستيف مارينو

## وصلات خارجية
- cityofaltus.org
- The US50 - Cities and Towns in Oklahoma State